# André Jolivet
André Jolivet (ur. 8 sierpnia 1905 w Paryżu, zm. 20 grudnia 1974, tamże) – francuski kompozytor.

## Życie i twórczość
Pierwsze lekcje muzyki otrzymał od matki. Później studiował u Théodasa, kapelmistrza kościoła Notre Dame w Clignancourt. W latach 1928–1933 kontynuował studia harmonii i kontrapunktu u Paula Le Flema, który zapoznał go z analizą renesansowej polifonii wokalnej. Od 1930 do 1933 uczył go Edgar Varèse, który z kolei przedstawił Jolivetowi swoje rewolucyjne osiągnięcia w zakresie techniki kompozytorskiej. Wpływy Varese’a widać wyraźnie w kwartecie smyczkowym skomponowanymi przez Joliveta w 1934. Swoją w pełni dojrzałą metafizyczną i kosmogoniczną koncepcję muzyki (wynikającą z neopitagorejskich zapatrywań Joliveta) ukazał artysta w cyklu sześciu utworów fortepianowych Mana (1935).
Kompozytor przypisywał muzyce magiczno-czarodziejską siłę umożliwiającą jej wyrażanie sił panujących we wszechświecie. Wspólnie z O. Messiaenem, Y. Baudierem i D. Lesurem założył grupę La Jeune France, zwalczającą programowo neoklasycyzm, akademicki konserwatyzm i odhumanizowanie muzyki. Kompozytorzy związani z tą grupą propagowali powrót do instynktu, emocji i romantycznego irracjonalizmu. Jolivet skomponował wówczas m.in. Cinq incatations (1936) na flet solo, Cosmogonie (1937) na orkiestrę i Cinq danses rituelles (1939) w dwóch opracowaniach na fortepian i orkiestrę, a podczas II wojny światowej – Les trois complaintes du soldat (1940) i Suitę liturgiczną (1942). Stworzył także oratorium La vérité de Jeanne, operę Dolorès i wiele innych utworów, artykułów i prac muzycznych (np. monografia Beethovena z 1955). W ostatnim okresie twórczości (od II symfonii z 1959) starał się osiągnąć syntezę serializmu i modalizmu.
Podczas licznych podróży Jolivet zajmował stanowiska m.in. kierownika muzycznego Comédie-Française (1943-1959) i Centre Français d’Humanisme Musical w Aix-en-Provence (1959), redaktora muzycznego pisma Nouvelle saison, prezydenta Concerts Lamoureux (od 1963) i profesora kompozycji w paryskim konserwatorium (1966-1970).
Był odznaczony Medalem Wojskowym, krzyżem oficerskim Orderu Legii Honorowej i krzyżem komandorskim Orderu Sztuki i Literatury.